# Ewald Dytko
Edward Jan Dytko (Katowice, 18 d'octubre de 1914 - Katowice, 13 de juny de 1993) fou un futbolista polonès de les dècades de 1930 i 1940.
Va jugar 22 partits amb la selecció de Polònia, amb la que disputà els Jocs Olímpics de 1936 i el Mundial de 1938. La major part de la seva carrera la jugà a clubs de la seva ciutat natal, com foren el Dąb Katowice, 1. FC Kattowitz, WMKS Katowice i Baildon Katowice. Durant la Guerra Mundial jugà a Alemanya al TuS Neuendorf.